# Prikubanskij rajon
Il Prikubanskij rajon (in russo Прикубанский район?) è un municipal'nyj rajon della Repubblica autonoma della Karačaj-Circassia, in Caucaso.